# Buglossoides

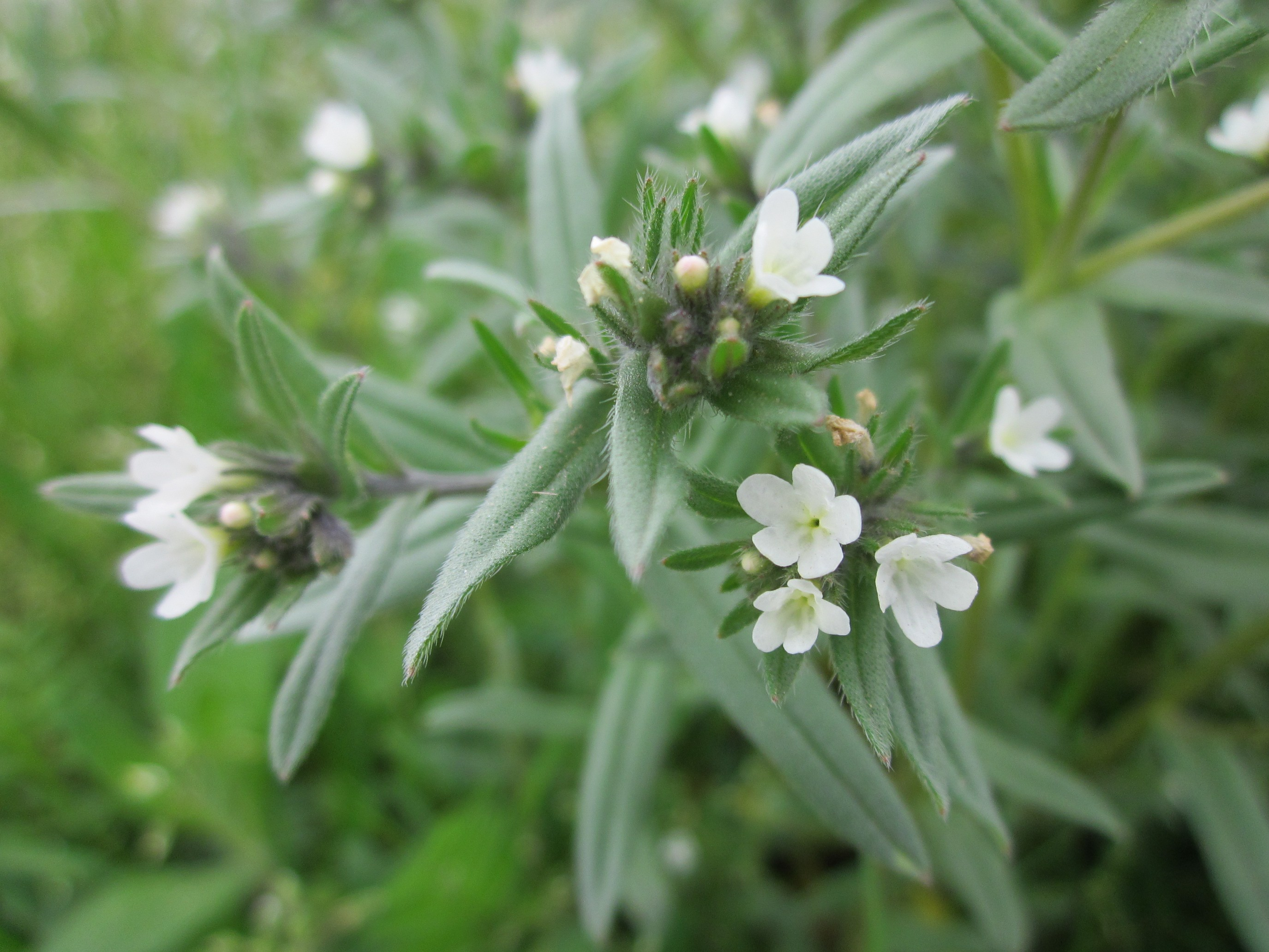
Nawrot polny

Buglossoides – rodzaj roślin należący do rodziny ogórecznikowatych (Boraginaceae). Obejmuje 6 gatunków. Zasięg rodzaju obejmuje Europę, Makaronezję, północną Afrykę, strefę umiarkowaną Azji po Japonię na wschodzie. Centrum zróżnicowania stanowi obszar śródziemnomorski i Bałkany. Przedstawicielem rodzaju o najszerszym zasięgu jest nawrot polny B. arvensis. Gatunek ten jest jedynym przedstawicielem rodzaju w polskiej florze. Zaliczany tu dawniej nawrot czerwonobłękitny wyodrębniany jest do osobnego rodzaju jako Aegonychon purpurocaeruleum.
Rodzaj nie ma ustalonej polskiej nazwy, ale zaproponowane zostało użycie nazw nawrot i nawrocik dla odróżnienia roślin odpowiednio z rodzajów Lithospermum i Buglossoides.

## Morfologia
PokrójRośliny jednoroczne i byliny osiągające do 60 cm wysokości, czasem drewniejące nieco u nasady. Zwykle szorstko owłosione.
LiścieSkrętoległe, pojedyncze.
Kwiaty5-krotne, białe, niebieskie, fioletowe. Działki kielicha zrośnięte tylko u nasady. Płatki korony zrośnięte u nasady w rurkę z pęczkami włosków zamiast osklepek. Końce płatków są rozpostarte i zwykle zaokrąglone. Pręciki równej długości, krótsze od rurki korony, ich nitki są bardzo krótkie, pylniki krótkie. Zalążnia górna, czterokomorowa, z pojedynczą szyjką słupka niewystającą z rurki korony (krótszą od pręcików).
OwoceRozłupnie rozpadające się na cztery lśniące i białawe rozłupki.

## Systematyka
Rodzaj należy do plemienia Lithospermeae w podrodzinie Boraginoideae Arnott w obrębie rodziny ogórecznikowatych Boraginaceae. W obrębie plemienia tworzy monofiletyczny klad z rodzajami Aegonychon, Glandora i Lithospermum, którego powstanie datowane jest na ok. 21,4 miliony lat temu.
Rodzaj opisany został pierwotnie w 1954 na podstawie niewielkich różnic morfologicznych (krótko zaostrzone pylniki, obecność w koronie kwiatu pasm włosków lub łusek zamiast wydętych osklepek albo łatek) względem przedstawicieli rodzaju nawrot Lithospermum. Bez dowodów na odrębne pochodzenie tej grupy roślin takson ten przez długi czas na ogół nie był wyróżniany. Takie ujęcie przyjęte też zostało w polskiej liście roślin naczyniowych zarówno w 2002, jak i 2020 roku. 
Badania molekularne na początku XXI wieku potwierdziły jednak odrębność tej grupy. W pracach taksonomów dążących do ustalenia możliwie monofiletycznych rodzajów rodzaj ten nie tylko jest utrzymywany, ale jeszcze rozbijany na dodatkowy Aegonychon (do którego zaliczane są pierwotnie tu włączane takie gatunki jak: nawrot czerwonobłękitny A. purpurocaeruleum, A. calabricum i A. zollingeri), a dodatkowo takie gatunki jak B. goulandrisiorum i B. gastonii wskazywane są jako wymagające przeniesienia do rodzaju Glandora.
Wykaz gatunków
- Buglossoides arvensis (L.) I.M.Johnst. – nawrot polny
- Buglossoides czernjajevii (Klokov & Des.-Shost.) Czerep.
- Buglossoides glandulosa (Velen.) R.Fern.
- Buglossoides incrassata (Guss.) I.M.Johnst.
- Buglossoides minima (Moris) R.Fern.
- Buglossoides tenuiflora (L.f.) I.M.Johnst.